# 가쓰라기 (항공모함)
가쓰라기(일본어: 葛城)는 일본 제국 해군의 운류급 항공모함 3번함이다. 제2차 세계대전 말기에 양산이 계획된 운류급 항공모함의 3번함으로, 일본 제국 해군이 건조한 항공모함 중(안)에서 마지막에 완성한 항공모함이었다. 함명은 나라 현에 있는 가쓰라기 산(葛城山)을 기념하여 명명되었다. 함명은 카츠라기(스르프)에 이어 2대 째이다.
엔도 아키라에 의하면 후보함명으로서 이와키가 있었다고 한다.

## 운류와의 차이
대공 기관총좌의 형상이, 간이화에 의해 반원형이 아니고, 반오각형이 되고 있다. 가게로급 구축함과의 항해 속도를 맞추기 위해 기관의 출력을 15만 마력에서 10만 마력으로 내려, 최대 속력이 2노트 낮아졌다. 덧붙여 출력 변경으로 인해 남는 공간에는 중유 탱크가 증설되었다. 대공분진포와 대공 병기의 증가 배치하고, 전방과 측방의 공격력을 변경 및 증강하였다.